# Frihetssången
Frihetssången, egentligen Törnrosdalens frihetssång, är en barnsång med text skriven av Astrid Lindgren och med traditionell musik (Moniot d'Arras, Ce fut en mai, från 1200-talet) arrangerad av Björn Isfält.
En tidig inspelning gjordes av Jessica Ekström-Oakley, och gavs ut på skiva år 2000.